# Batalla de Guayacanas

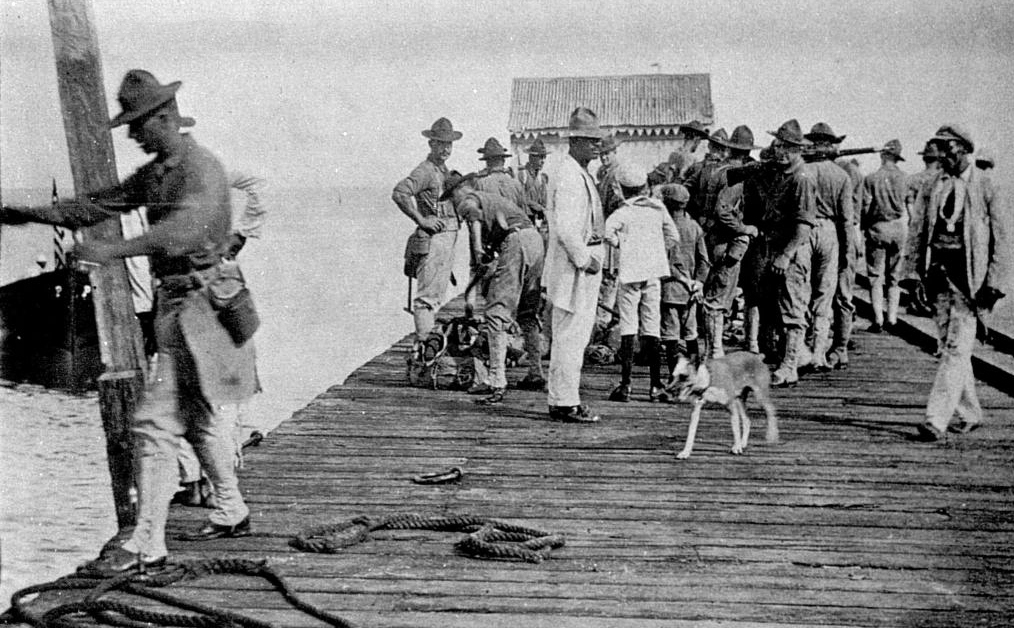
Ocupación de 1916.

La batalla de Guayacanas se libró el 3 de julio de 1916 entre los rebeldes dominicanos y los Estados Unidos durante la ocupación estadounidense de la República Dominicana. Los dominicanos cavaron trincheras en dos colinas que bloqueaban el paso a Santiago y mantuvieron el fuego de un solo tiro contra las armas automáticas de los estadounidenses antes de que los estadounidenses los expulsaran.

## Batalla
Los estadounidenses marcharon sobre la ciudad de Santiago, semillero de la resistencia. Sin embargo, la unidad del coronel Pendelton fue atacada por soldados dominicanos y comenzó la batalla. Sin embargo, los estadounidenses que avanzaban a las posiciones dominicanas no registraron lesiones durante la acción inicial. Para ayudar a los marines estadounidenses bajo fuego, Cpl. Glowin disparó su ametralladora y solo fue sacado de la batalla cuando se vio obligado a hacerlo, una acción valiente que lo condecoró con el premio militar más grande de los EE. UU. (Medalla de Honor). Después de su evacuación, el sargento Roswell Winans subió a más posiciones de ametralladoras para luchar contra el enemigo. Esto les dio a los dominicanos más objetivos a los que disparar. El capitán a cargo de la fosa murió y los demás resultaron heridos. Winans también recibió un premio por disparar una ametralladora Colt al enemigo incluso cuando estaba atascado. Pronto, se formaron dos posiciones de armas más y los dominicanos huyeron. Las divisiones 27 y 29 dieron persecución y mataron al comandante enemigo, derrotando a los rebeldes dominicanos.